# Snelle (artiest)

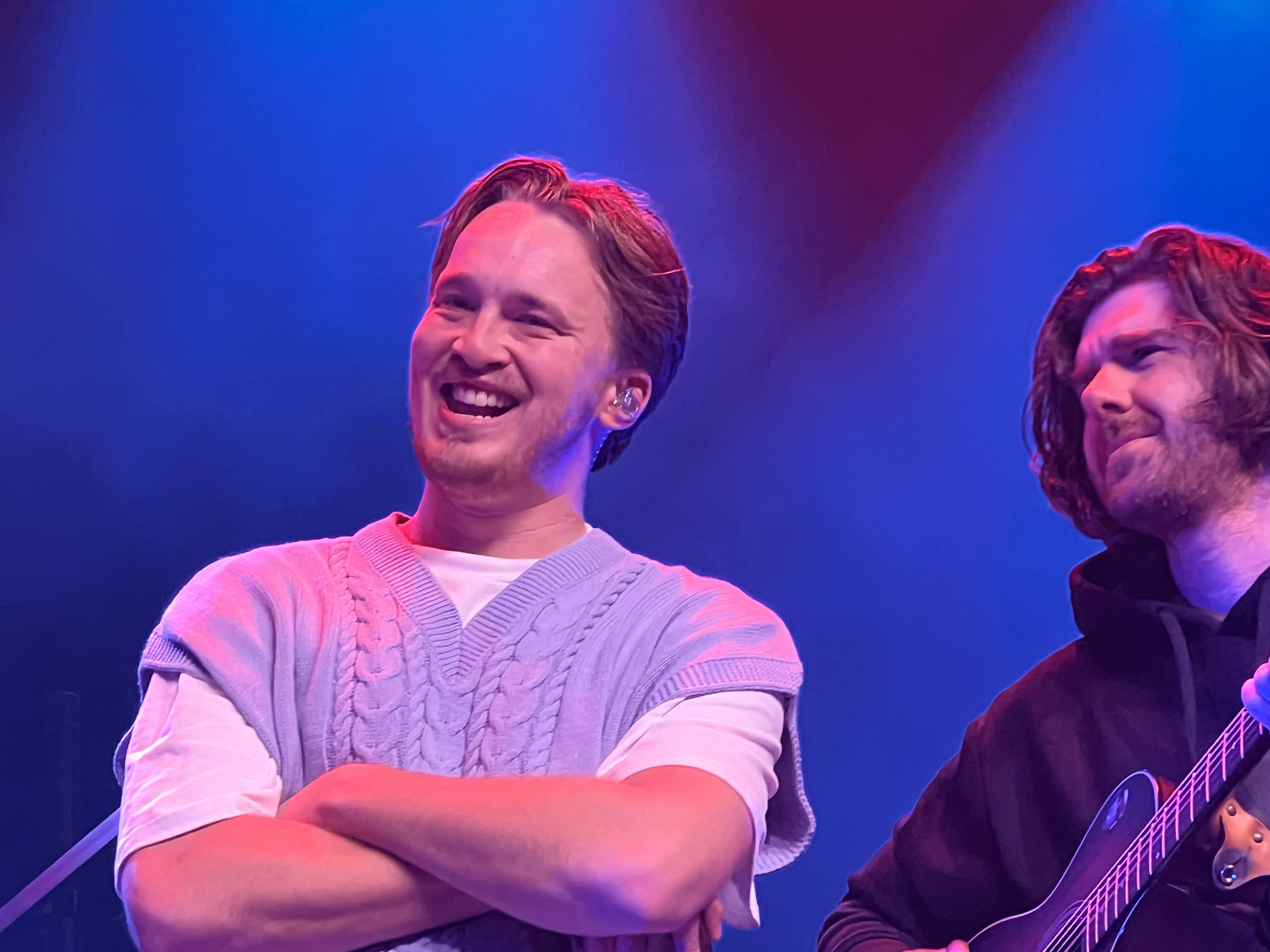
Snelle (links) in december 2022

Lars Sebastiaan Bos (Gorssel, 3 oktober 1995), beter bekend onder artiestennaam Snelle, is een Nederlandse rapper, zanger en tv-presentator.

## Levensloop
Snelle werd geboren met een schisis, waarmee hij vroeger gepest werd. Zijn nummer Reünie is (gedeeltelijk) autobiografisch en gaat over dit pestgedrag. Hij volgde een opleiding aan de Herman Brood Academie.
Eind februari 2019 kreeg hij een gouden plaat en in april 2019 een platina plaat voor het nummer Scars. Ook ontving hij een platina plaat voor zijn nummer Plankgas, wat hij uitbracht met Frenna. In juni van hetzelfde jaar won Snelle met zijn nummer Scars de FunX Music Award in de categorie Best Song.
In september 2019 bereikte Snelle met het nummer Reünie voor het eerst de nummer 1-positie in de Nederlandse Top 40. In oktober 2019 ontving hij tevens platina voor dit nummer. Ook haalde hij met Reünie eind 2019 voor het eerst een notering in de Top 2000. In 2020 ging Snelle door met hits scoren. Zijn eerste uitgebrachte single, Smoorverliefd, was een samenwerking met verzekeringsmaatschappij Interpolis. Het nummer waarschuwt jongeren voor de gevaren van telefoongebruik op de fiets. Smoorverliefd behaalde al snel de eerste plaats in de Nederlandse Top 40.
Na de hit Smoorverliefd volgden de singles 17 miljoen mensen (bereikte de 1e plaats in Nederlandse Top 40) en Kleur (kwam tot de 7e plaats in de Nederlandse Top 40). Het eerste nummer maakte hij met zangeres Davina Michelle vanwege de uitbraak van het coronavirus. Snelle was in 2020 te zien als coach in het tiende seizoen van het RTL 4-programma The Voice Kids.
In december 2019 deed Snelle mee aan de online-televisieserie Het Jachtseizoen van StukTV, waarin hij wist te ontsnappen.
Snelle is sinds maart 2021 onderdeel van de gelegenheidsformatie The Streamers, die tijdens de coronapandemie gratis livestream-concerten geven. In februari van dat jaar bracht hij, samen met zangeres Maan, het nummer Blijven slapen uit. Het nummer behaalde de platina-status. In april van dat jaar kreeg Snelle zijn eigen documentaire onder de naam Snelle: Zonder jas naar buiten, de documentaire werd gemaakt en uitgezonden door Netflix. Later in het jaar was hij te zien in de theatertour FF tussen ons.
In de zomer van 2022 heeft Snelle zijn debuut als presentator bij SBS6 in het tv-programma I Want Your Song. In het voorjaar van 2023 was Snelle te zien als jurylid in het SBS6-programma Ministars. Datzelfde jaar was hij tevens eenmalig als jurylid te zien in het televisieprogramma De Bondgenoten.

## Prijzen
- 2019: MTV Europe Music Awards - Best Dutch Act[3]
- 2019: FunX Music Awards - Best Song met Scars
- 2020: Buma NL Awards - Meest succesvolle single voor Reünie[17]
- 2020: Buma NL Awards - Meest succesvolle album voor Vierentwintig[17]
- 2021: 3FM Award - Beste samenwerking (met Maan voor Blijven slapen)[18]
- 2021: The Best Social Award in de categorie Beste Artiest[19]
- 2022: Top 40 Awards - Grootste hit 2021 (met Blijven slapen; samen met Maan)[20]
- 2022: Top 40 Awards - Beste live act 2021 (met The Streamers)[20]
- 2022: Edison - Beste single (met Blijven slapen; samen met Maan)[21]